# Artem Tesler
Artem Tesler, né le 12 octobre 1988, est un coureur cycliste ukrainien.

## Palmarès et résultats

### Palmarès sur route
- 2010
  - 3e du championnat d'Ukraine sur route espoirs
- 2011
  - Tour de Ribas :
    - Classement général
    - 3e étape
- 2012
  - 2e étape du Sibiu Cycling Tour (contre-la-montre par équipes)

### Classements mondiaux
| Année           | 2011 | 2012   | 2013 | 2014   | 2015 | 2016 | 2017   | 2018 | 2019   |
| --------------- | ---- | ------ | ---- | ------ | ---- | ---- | ------ | ---- | ------ |
| UCI Europe Tour |      | 1 141e |      | 1 008e | 961e |      | 1 294e |      | 1 787e |
| UCI Asia Tour   | 176e |        |      |        |      | 527e |        |      |        |

### Palmarès sur piste
- 2015
  - 2e du championnat d'Ukraine de course aux points
  - 3e du championnat d'Ukraine de scratch